# Morska osa
Morska osa (Chironex fleckeri) je vrlo otrovna meduza iz razreda Cubozoa i pojavljuje se u morskim područjima sjeverne Australije. 
Morska osa je najpoznatija po ozljedama koje nanosi pri napadu. Na lovkama se nalaze gusto poredane žarne stanice ili nematociste s izrazito jakim otrovom koji izaziva nepodnošljive bolove i može ubiti u roku od 3 minute. Količina otrova u jednoj životinji dovoljna je da ubije 60 odraslih ljudi. Smatra se da je morska osa najopasnija meduza, i jedna od najopasnijih životinja na svijetu.

## Vanjske poveznice
|  | Zajednički poslužitelj ima još gradiva o temi Morska osa |
|  | Wikivrste imaju podatke o taksonu Morskoj osi            |